# Unghanses dotter
Unghanses dotter, eller Ung-Hanses dotter var enligt legenden en medeltida flicka från Gotland som blev inmurad i Jungfrutornet i Visby ringmur. 
Hon ska ha inlett ett förhållande med kung Valdemar Atterdag, då denna besökte Gotland förklädd till köpman för att förbereda ett anfall år 1360, men hennes far, Ung-Hanse, en rik landsdomare, kastade då ut Valdemar. 1361 återvände Valdemar och plundrade ön. Dottern kom då till honom i Visby och hjälpte honom med upplysningar mot löfte att han skulle ta henne med sig då han for. Han lämnade henne dock kvar, varpå hon greps av gotlänningarna och murades levande in i Jungfrutornet i ringmuren.
Tornet fanns inte på den tiden, men legenden återges ändå årligen under Medeltidsveckan.